# Albert Lysander (präst)
Christian Albert Lysander, född den 27 juni 1875 i Lund, död den 19 mars 1956 i Malmö, var en svensk kontraktsprost, extra ordinarie hovpredikant och kommunalpolitiker (högern). Han var son till latinprofessorn Albert Lysander.
Lysander avlade studentexamen 1893, studerade vid Frans Schartaus Handelsinstitut 1893–94, avlade teologisk-filosofisk examen 1897, teoretisk-teologisk examen 1901 och praktisk-teologisk examen 1902 samt prästvigdes samma år. Han företog en studieresa till Nordamerika 1908. 
Lysander blev kyrkoadjunkt i Sankt Petri församling i Malmö 1903, vice pastor 1909, kyrkoherde 1912, kontraktsprost i Oxie kontrakt 1929 och e.o. hovpredikant 1935. Han tjänstgjorde även som regementspastor vid Kronprinsens husarregemente 1909–13 och stiftade 1919 det högkyrkliga brödraskapet Sodalitium Confessionis Apostolicae (SCA) i Lunds stift. Han höll avskedspredikan i Sankt Petri kyrka i Malmö palmsöndagen 1950.
Lysander inkallades som sakkunnig angående klockarfrågan 1915, var ledamot av kyrkobokföringskommittén 1915, av Lunds domkapitel 1937–42, av kyrkomötena 1938 och 1941, av Malmö stadsfullmäktige 1910–28 (vice ordförande 1918–19 och 1927–28) samt ordförande i kyrkofullmäktige 1932–38.